# Nguyễn Thị Định (Tài nhân)
Ne doit pas être confondu avec Nguyễn Thị Định.
Nguyễn Thị Định (chinois :阮氏定, 1883 - 29 mai 1971), surnommée Tai Nhan (才人), est une concubine du roi Thanh Thai et la mère du roi Duy Tân de la dynastie Nguyễn au Viet-nam. Le roi Duy Tan, en montant sur le trône, l'honora comme la Mère du roi (Hoàng sinh mẫu, 皇生母).

## Enfance
Nguyễn Thị Định naît en 1883 dans le village de Kim Chau du district d'An Nhon, dans la province de Binh Dinh. Son père est Nguyen Van Phuong, un artisan du cuivre célèbre. L'empereur Thanh Thai, qui connait la langue de la région, invite donc M. Phuong à la cour pour jeter des objets d'adoration dans le mausolée.

## Vie à la cour

### Règne de Thanh Thai (1889-1907)
Nguyễn Thị Định, qui a 15 ans, suit son père à la cour de Hué (vers 1898). Elle est remarquée par l'empereur et amenée dans le palais intérieur (la Cité pourpre interdite) en tant que «personne talentueuse» (才人).
La douzième année de Thanh Thai (1900), Nguyễn Thị Định donne naissance au prince Vinh San, cinquième fils de l'empereur, qui monte plus tard sur le trône sous le nom de Duy Tan. En 1906, elle donne naissance à une autre enfant, la princesse Luong Nhan, habituellement appelée Me Rui, la 16e fille de Thanh Thai. Luong Nhan épouse plus tard Vuong Quang Nhuong, le premier docteur en droit du Vietnam.

### Règne de Duy Tan (1907-1916)
En 1907, l'empereur Thanh Thai est destitué par les autorités coloniales françaises. Il est relégué au rang de duc et vit avec son important cortège d'épouses et de serviteurs loin de la cour.
La cour, appuyée par les autorités coloniales, fait monter sur le trône le prince Vinh San, fils de Nguyễn Thị Định, alors âgé de 7 ans. Mme Định étant la mère biologique du roi, elle reste donc à la cour et est honorée en tant que mère du roi (Hoàng sinh mẫu, 皇生母), habituellement appelée « Mme Sanh ». À cette occasion, la concubine royale Nguyen Gia Thi Anh (vi), qui est la chambellanne principale de Thanh Thai, est également honorée en tant que reine mère (Hoàng đích mẫu, 皇嫡母), habituellement appelée « Mme Dich ».
Au cours du 8e mois (calendrier lunaire) de cette année-là, le roi Duy Tan les accueille toutes les deux au palais de Duong Tam deux fois par semaine, les lundi et jeudi, pour leur rendre hommage, établissant ainsi une coutume. Bien que les deux femmes vivent dans la même zone du palais Dien Tho, elles résident dans deux palais en face l'un de l'autre à travers une cour. Madame Dich est la fille de Nguyen Than (vi), un proche collaborateur de l'armée française, les Français lui font donc assez confiance pour la laisser sortir, ce qui provoque souvent des querelles entre les deux femmes.
Pendant cette période, l'ancien empereur fait pression sur sa femme, la mère du roi, pour obtenir des fonds.

### Exil
En 1916 le roi Duy Tan est détrôné et exilé par les autorités coloniales, tout comme son père Thanh Thai, à cause de ses positions anti-françaises. Le 3 novembre 1916 ils doivent embarquer avec leurs familles sur un navire à destination de l'île de la Réunion. La mère du roi Nguyễn Thị Định, la reine-mère Luong Nhan et Dieu Phi Mai Thi Vang (l'épouse du roi Duy Tan) y suivent les deux rois.
Nguyễn Thị Định tombe enceinte et, en raison du climat inadapté, Mme Định, sa fille et sa belle-fille rentrent à Hué peu de temps après. Mme Định y donne naissance au prince Vinh Hoe, le 19e fils de Thanh Thai. Vinh Hoe s'est plus tard enrôlé dans l'armée, promu au grade de sous-lieutenant; il a été empoisonné et est mort en 1953.
Après que le roi Duy Tan a été envoyé à la Réunion, le titre de reine-mère des deux femmes a été supprimé.

## Retour dans sa ville natale
En 1942, Nguyễn Thị Định retourne à Binh Dinh pour visiter sa ville natale. Le roi Bao Dai a demandé au gouverneur de Binh Dinh de venir au village de Kim Chau pour l'accueillir et préparer un hamac devant la gare. Nguyễn Thị Định dit alors : « Le village ne devrait plus me recevoir comme ça. Comme les autres filles du village, j'ai un mari loin pour rendre visite à mes parents » . Quelqu'un a dit : « Chère Impératrice, vous deviez être très heureuse au palais ? ». Elle répond : « Quels plaisirs, messieurs? Roi de l'Ouest. Et je suis l'épouse et la mère du roi exilé, il n'y a pas de quoi être heureux ».
À l'hiver 1959, Nguyễn Thị Định se rend de nouveau dans sa ville natale. Elle vend la terre laissée par son père, Phuong, et récupère l'argent de la route pour vénérer ses grands-parents et ses parents. Elle y retourne encore 3 ans plus tard.

## Décès
Nguyễn Thị Định est décédée le 29 mai 1971 à Hué. Elle est enterrée dans l'enceinte du mausolée Duc Duc avec les deux rois Thanh Thai et Duy Tan. Les concubines royales Nguyen Gia Thi Anh et la concubine Khoan Ho Thi Phuong sont également enterrées là.